# Salve Sauegjeter
Salve Sauegjeter är en norsk svartvit familjefilm från 1958 i regi av Eric Heed. Den bygger på Sigbjørn Hølmebakks barnbok med samma namn och Hølmebakk skrev även filmens manus. I titelrollen ses Harald Heide Steen.

## Handling
Salve Sauegjeter träffar pojken Kjell som är på väg till en utställning med ett får som han tror att han kan få pris för.

## Rollista
- Harald Heide Steen – Salve, fåraherde
- Øyvind Øyen – Asbjørn, fåraherde
- Magne Ove Larsen 	Ola
- Jan Marthinsen – Kjell
- Egil Lorck – Terje, en fjällbonde
- Kari Nilsen – Solveig
- Odd Grythe
- Carl Habel
- Gudrun Nilsen

## Om filmen
Salve Sauegjeter producerades av Toya-Film AS med Carl Ferdinand Gjerdrum och Knut Vidnes som produktionsledare. Den fotades av Bredo Lind och Erling Kristoffersen och klipptes av Olav Engebretsen. Musiken komponerades av Maj Sønstevold med text av Odd Grythe.